# Форт-Тоттен (станция метро)
Форт-Тоттен (англ. Fort Totten) — подземная пересадочная станция Вашингтонгского метро на Красной, Жёлтой и Зелёной линиях. Она представлена двумя островными платформами по одной на каждом уровне: платформа верхнего уровня используется Красной линией, платформа нижнего уровня — Жёлтой и Зелёной линиями. Нижний уровень станции является уникальным, поскольку платформа расположена на склоне холма и таким образом часть её находится в скальном тоннеле, а другая часть — над землёй. Станция обслуживается Washington Metropolitan Area Transit Authority. Расположена в районе Форт-Тоттен поблизости к районам Манор-парк и Риггс-парк в парковой зоне отсечённой Саус-Дакота-авеню, Риггс-роад и Норт-Капитол-стрит, Северо-Западный квадрант Вашингтона. Пассажиропоток — 2.661 млн. (на 2010 год).
Станция была открыта 6 февраля 1978 года.
Открытие станции было совмещено с открытием ещё двух станций: Такома и Сильвер-Спринг — обе на Красной линии. Жёлтая и Зелёная линии обслуживает станцию со времени открытия участка Уэст-Хайатсвилл—Гринбелт 11 декабря 1993 года. С 2006 года Жёлтая линия обслуживает станцию только в не часы пик и в выходные дни, а также такие станции: Шоу — Ховард-юниверсити, Ю-стрит, Коламбия-Хайтс и Джорджия-авеню — Пэтворс. На Зелёной линии в северном направлении это последняя станция на территории округа Колумбия.